# Socket TR4
Socket TR4 – gniazdo procesorów typu LGA firmy АМD zaprojektowane dla 1. i 2. generacji procesorów Ryzen Threadripper.
Posiada 4094 piny i jest drugim z kolei gniazdem typu LGA od AMD przeznaczonym na rynek konsumencki (pierwszym był Socket 1207 FX). Jest fizycznie identyczne, ale jednak niekompatybilne, z serwerowym gniazdem SP3, przez co jest również niekiedy nazywane Socket SP3r2.

## Cechy
Cała platforma oparta na gnieździe TR4 posiada m.in. następujące cechy:
- Wsparcie dla 1. i 2. generacji procesorów Ryzen Threadripper
- Obsługa PCI Express 3.0
- Obsługa do 8 modułów pamięci DDR4 w konfiguracji quad channel[1][4][5].

## Chipsety
Socket TR4 jest podstawą dla wyłącznie jednego modelu chipsetu – X399.
Poniżej znajduje się tabela przedstawiająca jego specyfikację.
| Model | Linie PCIe             | Linie PCIe                | CrossFire | SLI | USB: 3.2 Gen 2 + 3.2 Gen 1 + 2.0 | Złącza SATA | RAID     | AMD StoreMI | Precision Boost Overdrive | Przetaktowywanie procesora | Segment rynku           |
| Model | Ogólnego przeznaczenia | Do łączności z procesorem | CrossFire | SLI | USB: 3.2 Gen 2 + 3.2 Gen 1 + 2.0 | Złącza SATA | RAID     | AMD StoreMI | Precision Boost Overdrive | Przetaktowywanie procesora | Segment rynku           |
| ----- | ---------------------- | ------------------------- | --------- | --- | -------------------------------- | ----------- | -------- | ----------- | ------------------------- | -------------------------- | ----------------------- |
| X399  | PCIe 2.0 ×8            | PCIe 3.0 ×4               | Tak       | Tak | 2 + 6 + 6                        | 8           | 0, 1, 10 | Tak         | Tak                       | Tak                        | High-end desktop (HEDT) |